# Kuglački klub Kutina
Kuglački klub "Kutina" (KK Kutina; Kutina), je muški kuglački klub iz Kutine, Sisačko-moslavačka županija. 
 
U sezoni 2023./24. klub se natječe u  3. hrvatskoj ligi – Sjever, ligi četvrtog stupnja hrvatske u kuglanju. 

## O klubu
Klub je osnovan 1954. godine. Do 2019. godine je djelovao pod imenom "Zanatlija". 

## Povijest

### Sezona 2023./24.
U redovnom prijelaznom roku prije početka sezone, klub je bio aktivan te se pojačao. Igrač koji je prošle sezone došao na dvojnu registraciju, Daniel Novalić, sad je promjenio klub i prešao iz KK Jedinstvo Sisak u KK Kutinu. Dres kluba od ove sezone nosit će i Vlado Lavrnja, koji je u KK Kutinu došao iz KK Siscia. 

### Sezona 2022./23.
U redovnom prijelaznom roku prije početka sezone klub su napustila 2 igrača. Bivši tajnik i kapetan Tomislav Pleše prešao je u ŠGKK Zanatliju iz Siska. Vladimir Podvalej otišao je u KK Novska. U klub su došli Antonio i Luka Fijačko iz KK Slavonija Novska. Ekipa je u sezonu ušla sa pobjedom, ali nakon remija u drugom kolu, do kraja polusezone nanizala je 7 poraza te bila na posljednjem mjestu lige. Na zimskom mini prijelaznom roku klub su napustili Antonio i Luka Fijačko koji su se vratili u KK Slavonija Novska. U klub je došao Stjepan Šprajc iz KK Poštar iz Bjelovara. Na dvojnu registraciju došao je i Daniel Novalić, član KK Jedinstvo Sisak. Za proljetni dio sezone ekipa se budi te počinje i pobjeđivati, no na kraju 5 pobjeda i 1 nerješena utakmica nije bilo dosta za ostanak u ligi te ekipa završava sezonu na posljednjem mjestu i ispada u niži rang natjecanja. 

## Rekordi

### Ekipni
- 3505 14. studenoga 2020. SRC Kutina

Josip Batković, Robert De Villa, Stjepan Strnadica, Tomislav Pleše, Vladimir Podvalej, Vlado Čustonja
- 3476 24. listopada 2020. SRC Kutina

Lovro Crnojević, Vladimir Podvalej, Vlado Čustonja, Robert De Villa, Tomislav Pleše, Stjepan Strnadica

## Uspjesi

### Ekipno
- 2. HKL – Sjever
  - 2. mjesto (1): 2018./19.[3]
  - 3. mjesto (1): 2006./07.

- 3. HKL – Sjever – zona Bjelovar
  - 1. mjesto (1): 2000./01.[4]

- Kup Sisačko-moslavačke županije
  - 1. mjesto (1): 2015./16.[5]
  - 3. mjesto (1): 2012./13.[6]

### Parovno
- Prvenstvo Sisačko-moslavačke županije
  - Seniori
    - 2. mjesto (1):
      - 2015./16. Ivica Brozović, Tomislav Pleše – 1114[7]

    - 3. mjesto (2):
      - 2015./16. Stjepan Strnadica, Adriano De Bona – 1081[7]
      - 2019./20. Vladimir Podvalej, Vlado Čustonja – 1162[8]

### Pojedinačno
- Prvenstvo Sisačko-moslavačke županije
  - Seniori
    - 2. mjesto (1):
      - 2011./12. Ivica Brozović – 1139[9]

  - U14
    - 3. mjesto (1):
      - 2022./23. Vili Munko – 404[10]

  - U10
    - 2. mjesto (1):
      - 2022./23. Šimun Dado – 362[10]

### Igrač lige
- 2. HKL – Sjever
  - 1.mjesto (1):
    - 2018./19. Vladimir Podvalej – 554,41[11]

  - 2.mjesto (1):
    - 2018./19. Josip Batković – 550,00[11]

## Pregled plasmana po sezonama
| sezona                           | rang lige              | liga                                  | poz.                   | klubova u ligi         | ut                     | pob                    | ner                    | por                    | poen+                  | poen-                  | bod                    | napomene                                                  | izvori                 |
| Kuglački klub "Kutina"           | Kuglački klub "Kutina" | Kuglački klub "Kutina"                | Kuglački klub "Kutina" | Kuglački klub "Kutina" | Kuglački klub "Kutina" | Kuglački klub "Kutina" | Kuglački klub "Kutina" | Kuglački klub "Kutina" | Kuglački klub "Kutina" | Kuglački klub "Kutina" | Kuglački klub "Kutina" | Kuglački klub "Kutina"                                    | Kuglački klub "Kutina" |
| -------------------------------- | ---------------------- | ------------------------------------- | ---------------------- | ---------------------- | ---------------------- | ---------------------- | ---------------------- | ---------------------- | ---------------------- | ---------------------- | ---------------------- | --------------------------------------------------------- | ---------------------- |
| 2023./24.                        | IV.                    | 3. HKL – Sjever – zona Bjelovar       |                        |                        |                        |                        |                        |                        |                        |                        |                        |                                                           |                        |
| 2022./23.                        | III.                   | 2. HKL – Sjever                       | 10.                    | 10                     | 18                     | 5                      | 1                      | 12                     | 50                     | 94                     | 9                      | Ispali iz lige                                            | [ 12 ]                 |
| 2021./22.                        | III.                   | 2. HKL – Sjever                       | 9.                     | 10                     | 18                     | 5                      | 1                      | 12                     | 54                     | 90                     | 11                     |                                                           | [ 13 ]                 |
| 2020./21.                        | III.                   | 2. HKL – Sjever                       | 4.                     | 10                     | 6                      | 4                      | 0                      | 2                      |                        |                        | 8                      | Sezona prekinuta zbog covid-19 pandemije                  | [ 14 ]                 |
| 2019./20.                        | III.                   | 2. HKL – Sjever                       | 7.                     | 10                     | 18                     | 7                      | 1                      | 10                     | 67                     | 77                     | 15                     |                                                           | [ 15 ]                 |
| Kuglački klub "Zanatlija" Kutina |                        |                                       |                        |                        |                        |                        |                        |                        |                        |                        |                        |                                                           |                        |
| 2018./19.                        | III.                   | 2. HKL – Sjever                       | 2.                     | 10                     | 18                     | 10                     | 1                      | 7                      | 82.5                   | 61.5                   | 21                     |                                                           | [ 3 ]                  |
| 2017./18.                        | III.                   | 2. HKL – Sjever                       | 8.                     | 10                     | 18                     | 6                      | 2                      | 10                     | 62.5                   | 81.5                   | 14                     |                                                           | [ 16 ]                 |
| 2016./17.                        | II.                    | 1. B HKL                              | 12.                    | 12                     | 22                     | 6                      | 0                      | 16                     | 57                     | 119                    | 12                     | Ispali iz lige                                            | [ 17 ]                 |
| 2015./16.                        | II.                    | 2. HKL – Sjever                       | 4.                     | 12                     | 22                     | 14                     | 1                      | 7                      | 106                    | 70                     | 29                     | Ulazak u viši rang zbog formiranja novog ranga natjecanja | [ 18 ]                 |
| 2014./15.                        | II.                    | 2. HKL – Sjever                       | 5.                     | 12                     | 22                     | 12                     | 1                      | 9                      | 92,5                   | 83,5                   | 25                     |                                                           | [ 19 ]                 |
| 2013./14.                        | II.                    | 2. HKL – Sjever                       | 5.                     | 12                     | 22                     | 11                     | 1                      | 10                     | 90,5                   | 85,5                   | 23                     |                                                           | [ 20 ]                 |
| 2012./13.                        | II.                    | 2. HKL – Sjever                       | 9.                     | 12                     | 22                     | 9                      | 0                      | 13                     | 77,5                   | 98,5                   | 18                     |                                                           | [ 21 ]                 |
| 2011./12.                        | II.                    | 2. HKL – Sjever                       | 5.                     | 12                     | 22                     | 13                     | 2                      | 7                      | 102                    | 74                     | 28                     |                                                           | [ 22 ]                 |
| 2010./11.                        | II.                    | 2. HKL – Sjever                       | 9.                     | 12                     | 22                     | 6                      | 2                      | 14                     | 74                     | 102                    | 14                     |                                                           | [ 23 ]                 |
| 2009./10.                        | II.                    | 2. HKL – Sjever                       | 8.                     | 12                     | 22                     | 7                      | 1                      | 14                     | 72                     | 104                    | 15                     |                                                           | [ 24 ]                 |
| 2008./09.                        | III.                   | 3. HKL – Sjever – zona Bjelovar       |                        |                        |                        |                        |                        |                        |                        |                        |                        |                                                           |                        |
| 2007./08.                        | II.                    | 2. HKL – Sjever                       |                        |                        |                        |                        |                        |                        |                        |                        |                        |                                                           |                        |
| 2006./07.                        | II.                    | 2. HKL – Sjever                       | 3.                     | 12                     | 22                     | 13                     | 0                      | 9                      | 91,5                   | 84,5                   | 26                     |                                                           |                        |
| 2005./06.                        | II.                    | 2. HKL – Sjever                       | 4.                     | 12                     | 22                     | 14                     | 0                      | 8                      | 110                    | 66                     | 28                     |                                                           |                        |
| 2004./05.                        | II.                    | 2. HKL – Sjever                       | 7.                     | 12                     | 22                     | 11                     | 0                      | 11                     | 87,5                   | 88,5                   | 22                     |                                                           |                        |
| 2003./04.                        | II.                    | 2. HKL – Sjever                       | 11.                    | 12                     | 22                     | 7                      | 0                      | 15                     | 62                     | 114                    | 14                     |                                                           |                        |
| 2002./03.                        |                        |                                       |                        |                        |                        |                        |                        |                        |                        |                        |                        |                                                           |                        |
| 2001./02.                        | III.                   | 2. HKL – Sjever                       |                        |                        |                        |                        |                        |                        |                        |                        |                        |                                                           |                        |
| 2000./01.                        | IV.                    | 3. HKL – Sjever – zona Bjelovar       | 1.                     | 5                      | 16                     | 12                     | 0                      | 4                      | 82                     | 46                     | 24                     |                                                           | [ 4 ]                  |
| 1999./00.                        | IV.                    | 3. HKL – Sjever – zona Bjelovar Sisak | 5.                     | 6                      | 10                     | 3                      | 1                      | 6                      |                        |                        | 7                      |                                                           |                        |

## Vanjske poveznice
- Kuglački klub "Kutina" Kutina, facebook stranica
- kuglackiklub.kutina, instagram stranica
- kuglanje.hr, Kutina
- kuglanje.hr, Zanatlija KT
- aplikacija.kuglanje.hr, Kuglački klub Kutina – 810147  Arhivirana inačica izvorne stranice od 12. veljače 2023. (Wayback Machine)
- sportilus.com, KUGLAČKI KLUB ZANATLIJA KUTINA
- kssmz.hr, KK “Zanatlija”, Kutina
- kssmz.hr – Kuglački savez Sisačko-moslavačke županije